# Azoospermie

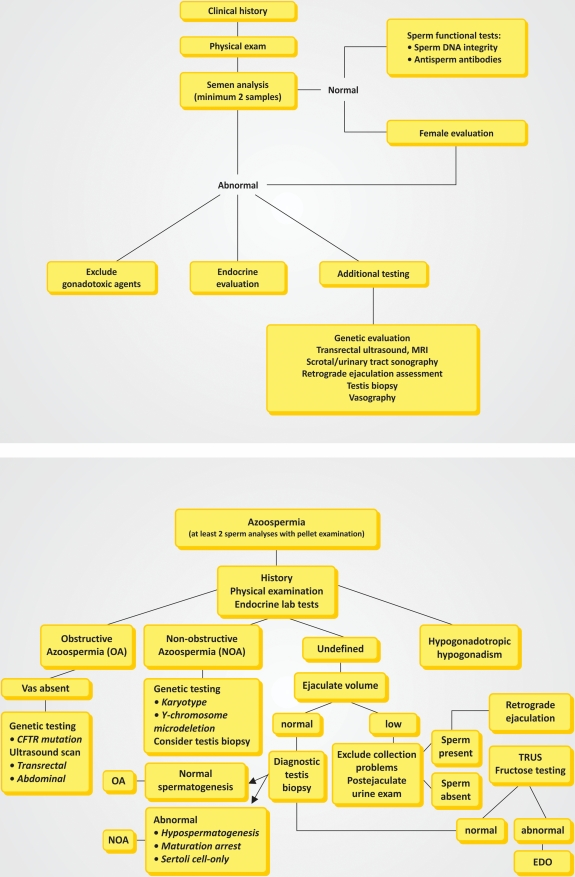
Algorithmes pour le bilan de l'homme infertile. Algorithme à considérer lors de l'évaluation initiale (en haut). Algorithme de prise en charge du patient présentant une azoospermie (en bas).

En médecine ou médecine vétérinaire, l'azoospermie est l’absence totale de spermatozoïdes dans le sperme. Elle peut être soit obstructive (ou excrétoire), c’est-à-dire due à une obstruction quelconque sur les canaux transportant les spermatozoïdes, soit sécrétoire, c’est-à-dire due à un problème de formation des spermatozoïdes, au niveau des tubes séminifères. C'est une cause de stérilité.

## Causes
L'origine de l'altération de la spermatogenèse peut être soit une affection testiculaire primitive congénitale ou acquise, soit une insuffisance hypothalamo-hypophysaire congénitale ou acquise. 
Ses causes primaires peuvent être un traitement anticancéreux, une orchiépididymite (inflammation des testicules et de l'épididyme), le syndrome de Klinefelter (présence d'un chromosome X supplémentaire entraînant le génotype XXY), la cryptorchidie (testicule resté dans l'abdomen), la mucoviscidose (trop grande viscosité des sécrétions bronchiques et digestives) ou bien une mutation (bien que très rare[réf. souhaitée]) située sur le chromosome Y (délétion des gènes AZF (en) ou mutation du gène TEX11). La mise en évidence de ce type d'azoospermie se fait grâce à la biopsie testiculaire qui confirme l'anomalie.
L'azoospermie ne correspond pas forcément à une stérilité.

## Contraception
Plusieurs méthodes de contraception masculine permettent d'atteindre l'azoospermie temporaire afin d'éviter la fécondation. 
La vasectomie a un effet obstructif, efficace à 99,8 % après un délai de trois mois suivant l'opération. Cette dernière est rapide, peu invasive et sans effets secondaires. Si la vasectomie est permanente, la vasovasostomie est l'opération qui permet sa réversibilité (70 à 90 % de réussite, décroissante avec la durée écoulée depuis la vasectomie).
La contraception masculine thermique (C.M.T.), permet l'atteinte du seuil de contraception, et parfois aussi d'atteindre une azoospermie.
La méthode hormonale interrompt également la sécrétion de manière temporaire. Sa réversibilité est également avérée, sous couvert d'un usage ne dépassant pas 18 mois.

## Traitements
Concernant une restauration de la fertilité masculine, la ponction testiculaire de sperme, ou une opération chirurgicale d'extraction de sperme testiculaire (aussi dite TESE pour Testicular sperm extraction) permettent respectivement - pour certaines formes d'azoospermies - de récupérer des spermatozoïdes ou des cellules de sperme viables, pour ensuite les utiliser pour d' autres procédures (éventuellement après congélation pour une conservation à moyen ou long termes). La procédure est alors le plus souvent une fécondation artificielle par injection intracytoplasmique de spermatozoïdes (ICSI) dans le cadre d'une fécondation in vitro (FIV).

La TESE est souvent recommandé aux hommes ne produisant pas de sperme dans leur éjaculat en raison d'une azoospermie.